# Cyclopes
Cyclopes es un género de piloso de la familia Cyclopedidae. Son naturales de América Central y del Sur, y Trinidad y Tobago.

## Especies
Se reconocen las siguientes:
- Cyclopes didactylus (Linnaeus, 1758): norte y nordeste de Brasil; Surinam; Guayana Francesa; Guyana; Trinidad y Tobago; estados de Bolívar, Amazonas, Sucre y Monagas, Venezuela, y departamento de Guainía, Colombia.
- Cyclopes dorsalis (Gray, 1865): México; Centroamérica; norte, centro y occidente de Colombia y occidente de Ecuador.
- Cyclopes ida Thomas, 1900: sur de Colombia,  desde el río Meta; oriente de Ecuador; Loreto, Perú y noroccidente del estado de Amazonas, Brasil.
- Cyclopes catellus Thomas, 1928: yungas y piedemonte amazónico de los departamentos del Beni y Santa Cruz, Bolivia.
- Cyclopes rufus Miranda et al., 2017: Rondonia, Brasil, entre los ríos Madeira y Aripuanã, y Santa Cruz, Bolivia.
- Cyclopes thomasi Miranda et al., 2017: Acre, Brasil; Ucayali e Pasco, en Perú, y Pando, Bolivia.
- Cyclopes xinguensis Miranda et al., 2017: cuenca del río Xingú, Pará, Brasil.